# 少年如歌
《少年如歌》，又名《我們的青春》，是由原際畫 （页面存档备份，存于）、上海釵頭鳳影業聯合出品以校園青春为题材的2021年中國大陸网络电视剧，於2020年7月28日于上海開機，8月24日杀青，製作週期28天，由易安音樂社、易安中學、陸怡璇、駱俊帆共同演出，講述易安音樂社如何從逆境中成長的故事，於2021年1月7日在愛奇藝播出。

## 播放平台
| 頻道   | 所在地   | 播映日期     | 播出時間 | 備註        |
| ------ | -------- | ------------ | -------- | ----------- |
| 愛奇藝 | 中國大陸 | 2021年1月7日 | 12:00    | VIP搶先全集 |

## 登場人物

### 主要演员
| 演員   | 角色   | 角色介紹                             | 登场集数 |
| 林墨   | 林墨   | 現任易安音樂社社長                   | 全劇     |
| 傅韵哲 | 傅韵哲 | 學生會會長易安音樂社成員前新聲社社長 | 全劇     |
| 池憶   | 池憶   | 易安音樂社成員                       | 全劇     |
| 孫亦航 | 孫亦航 | 易安音樂社成員                       | 全劇     |
| 余沐陽 | 余沐陽 | 易安音樂社成員                       | 2-12     |
| 閆鈳   | 閆鈳   | 易安音樂社成員                       | 2-12     |

### 其他演员
| 演員   | 角色         | 角色介紹                                             | 登场集数 |
| 陸怡璇 | 何洛伊       | 何洛洛的姊姊，新來的實習老師，後來擔任音樂社指導老師 | 全劇     |
| 駱俊帆 | 李鳴凡       | 學校老師。                                           |          |
| 高毅   | 陳主任       | 學校主任。                                           |          |
| 寧浩然 | 劉校長       |                                                      |          |
| 林煊皓 | 林煊皓       | 林墨的弟弟。                                         |          |
| 木南   | 木南         | 新聲社成員，同時也是糾察隊員                         |          |
| 懌涵   | 懌涵         | 新聲社成員，同時也是糾察隊員                         |          |
| 聖俊錫 | 聖俊錫       |                                                      | 1.       |
| 申義晟 | 申義晟       |                                                      | 1.       |
| 蘇杭   | 蘇杭         |                                                      | 1.       |
| 文晨辛 | 文晨辛       |                                                      | 1.       |
| 楊陽洋 | 楊陽洋       |                                                      | 1.       |
| 曾子恆 | 曾子恆       |                                                      | 1.       |
| 慕易銘 | 傅韻哲(兒時) |                                                      | 3        |
| 凌梓牧 | 余沐陽(兒時) |                                                      | 3        |

### 特别演出
| 演員          | 角色          | 角色介紹               | 登场集数 |
| 何洛洛        | R1SE-何洛洛   | 前任音樂社社長         | 1-4.9.12 |
| AKB48 Team SH | AKB48 Team SH | 來自思賢中學的偶像團體 | 1.5.12   |
| 饒子豪        | 展逸文        | 原易安音樂社成員       | 1.11     |
| 周體順        | 方翔銳        | 原易安音樂社成員       | 1        |
| 黃銳          | 全國大賽導演  |                        | 12       |

## 音樂原聲
| 歌曲名      | 作词                  | 作曲                                             | 編曲                    | 演唱                               | 备注   |
| 追夢        | 假寐                  | Un beom You Hansop JO Jin woo Chol Jun seok Park | FOURTHIRTEEN PRODUCTION | 易安音樂社                         | 主題曲 |
| 年少畫像    | 李瑜哲                | Bach Machine Eveing Scandal                      | 胡臻Koshin              | 易安音樂社                         | 片尾曲 |
| 黎明星辰    | 假寐                  | Un beom You Hansop JO Jin woo Chol Jun seok Park | FOURTHIRTEEN PRODUCTION | 易安音樂社、閆鈳(易安中學)         | 插曲   |
| 七踢棒棒棒  | 李怡青                | Bach Machine Eveing Scandal                      | 胡臻Koshin              | 林墨、孫亦航、池憶、饒子豪、周體順 | 插曲   |
| Run away    | 呂孝廷                | 唐紹崴                                           | 劉穎嶸                  | 林墨、孫亦航、池憶、饒子豪         | 插曲   |
| 我們的藉口  | 方達                  | SHIMA                                            | SHIMA                   | 林墨、孫亦航、池憶                 | 插曲   |
| 不思議少年  | 王次郎                | pyonklchl                                        | 胡臻Koshin              | 林墨、孫亦航、池憶、余沐陽         | 插曲   |
| Aliüe       | 鄭銘宗                | 鄭銘宗                                           | hoodland                | 易安音樂社、閆鈳(易安中學)         | 插曲   |
| 2038        | 甘世佳                | Andrew Shin                                      | 胡臻Koshin              | 易安音樂社、閆鈳(易安中學)         | 插曲   |
| Summer Time | MENG                  | 胡臻Koshin                                       | 胡臻Koshin              | 易安音樂社、閆鈳(易安中學)         | 插曲   |
| 定格紀念    | 王次郎                | plggy                                            | 胡臻Koshin              | 易安音樂社、閆鈳(易安中學)         | 插曲   |
| 彩虹物語    | 李天陽 可拉斯克Studio | H.Matsu                                          | H.Matsu                 | AKB48 Team SH (原唱:易安中學)      | 插曲   |
| Yes 你可以  | RINKO                 | HYPER DEATHMETAL NIKI                            | SHIMA                   | 易安中學                           | 插曲   |
| 不二劇本    | 李瑜哲                | Gary                                             | 胡臻Koshin              | 陸怡璇 (原唱:易安音樂社)           | 插曲   |
| 騎單車      | 歐中建                | 歐中建                                           | 歐中建                  | 易安音樂社                         | 插曲   |
| 長大請回答  | 甘世佳                | Bach Machine Eveing Scandal                      | SHIMA                   | 易安音樂社                         | 插曲   |
| 和自己對話  | 李惠超                | 顏小健                                           | 顏小健                  | 林墨                               | 插曲   |
| 未來練習曲  | 王次郎                | 胡臻Koshin                                       | 胡臻Koshin              | 易安音樂社                         | 插曲   |

## 争议
本剧中，“展逸文”这一角色表演态度不端正、背叛音乐社、没有团结精神，以及在离开音乐社后嘲讽前队友。本剧的设定为易安音乐社的故事，其中角色的名字也与现实中的易安音乐社成员一致，而“展逸文”一名是现时代峰峻旗下艺人嚴浩翔在易安音乐社期间的艺名，且只有严使用过这个艺名，因此这一系列设定足以引起对严的负面舆论。2021年1月8日，时代峰峻发表声明，表示上述桥段与事实不符，涉嫌对严浩翔的诽谤，侵犯了严的合法权益。时代峰峻还表示，原际画公司已经签订了协议，承诺不做出有损严浩翔名誉、利益的行为和言论，而上述桥段违反了这一协定。随后，时代峰峻委托北京市安理律师事务所发表律师函，要求下架、删改本剧展逸文相关的桥段，并向严浩翔发表公开道歉。
1月9日，原际画法人代表黄锐发表个人微博，称本剧中的“展逸文”这一形象版权属于出品方原际画和钗头凤影业，两公司拥有对这一角色的最终剧本开发权和使用权。另外黄锐还以旗下其他艺人为例，称剧中人物形象服务于艺术创作，不是对角色以外的映射；就“展逸文”这一形象，他表示严浩翔只是在2017年3月至2019年5月期间“诠释”该角色，并声称“艺术创作及真实生活必须得进行区分”；最后，他表示将以本剧总编剧的身份负责。5月20日，广州互联网法院一审宣判，网剧《少年如歌》未构成对严浩翔名誉权的侵犯，严浩翔自终止合约后，在北京时代峰峻文化公司以“严浩翔”真人名进行活动，“展逸文”角色的设计已与其无关，网剧中涉案台词属于戏剧冲突的正常创作范围，钗头凤公司、原际画公司和黄锐的行为不构成对原告严浩翔的侵权。因此法院驳回严浩翔全部诉讼请求，受理费1000元由原告承担。黄锐在个人微博晒出判决书，表示认可并遵循判决，希望所有的纠缠纷扰到此为止。次日，严浩翔代理律师杨曙光发表声明，不认可一审判决，将提出上诉。